# Boban Jović
Boban Jović (Celje, 25 giugno 1991) è un ex calciatore sloveno, di ruolo difensore.

## Carriera

### Club
Ha giocato nella massima serie dei campionati sloveno e polacco.

### Nazionale
Ha esordito con la nazionale slovena il 30 maggio 2016 nell'amichevole Svezia-Slovenia (0-0).